# فابيان مولر
فابيان مولر (بالألمانية: Fabian Müller) (6 نوفمبر 1986 بيرتشسغادن ألمانيا - ) هو لاعب كرة قدم ألماني.

## وصلات خارجية
فابيان مولر على موقع قاعدة بيانات كرة القدم.إي يو (الإنجليزية)
- فابيان مولر على موقع بيانات كرة القدم. دي إي (الألمانية)
- فابيان مولر على موقع Soccerway.com (الإنجليزية)
- فابيان مولر على موقع عالم كرة القدم.نت (الإنجليزية)